# Gamla Ullevi (1916)
Gamla Ullevi was een voetbalstadion in de Zweedse stad Göteborg. Het werd geopend op 17 september 1916 en had een capaciteit van 18.000 toeschouwers. Op 9 januari 2007 werd het stadion afgebroken voor de bouw van een nieuw stadion op dezelfde plek. Op 5 april 2009 werd het nieuwe gelijknamige stadion geopend.
Het stadion was de thuishaven van de voetbalclubs GAIS Göteborg, IFK Göteborg en Örgryte IS.

## Geschiedenis
Voordat het Gamla Ullevi werd gebouwd was er een velodroom aanwezig op het terrein wat de naam Idrottsplatsen droeg. Deze was voorzien van een tribune voor 600 toeschouwers. In 1901 werd er een tennisbaan aangelegd op het terrein. Later werden ook nog andere velden toegevoegd, maar er was een voetbalstadion nodig voor de groeiende interesse in de sport.
Het Göteborgs idrottsförbund zorgde voor een geldbedrag van negentigduizend kronen waarmee een nieuw stadion kon worden gebouwd, de uiteindelijke kosten kwamen echter uit op 160.000 kronen. Het nieuwe stadion was ontworpen door de architect Karl M. Bengtson en werd geopend op 17 september 1916. Het was alleen geschikt voor voetbalwedstrijden en had destijds een capaciteit van 12.000 toeschouwers.

### Overname en uitbreiding
Op 6 januari 1917 werd de ijsbaan naast het voetbalveld geopend met een bandywedstrijd. Naast bandy werden ook de sporten ijshockey en kunstschaatsen op de ijsbaan gegeven. In de andere faciliteiten konden inwoners boksen, schermen, handballen en tennissen. In 1924 werd Gamla Ullevi eigendom van de gemeente. Deze voerde van 1934 tot 1935 renovatiewerkzaamheden uit. Hierna werd het stadion weer geopend met een wedstrijd tussen Örgryte IS en Allmänna Idrottsklubben, welke eindigde met een stand van 3-1 in het voordeel van Örgryte IS.
In 1958 werd het Nya Ullevi geopend. De drie voetbalclubs verplaatsten hun wedstrijden naar het nieuwe stadion, maar kwamen in 1992 weer terug.

## Gottepojkarna
Het bedrijf Gottepojkarna verzorgde het eten in het stadion. Ze verkochten chocola, bananen, koekjes en de speciale toffee Ullevikolan. Er was een kiosk in het stadion waar etenswaren werden verkocht, maar tijdens de wedstrijd liepen medewerkers langs de tribunes van het stadion. Deze gooiden de etenswaren naar de koper, die daarvoor het geld gooide naar de werknemer.

## Ullevi-Bladet
Het programmaboekje van het stadion droeg de naam Ullevi-Bladet. Het werd gefinancierd door advertenties en bevatte een introductie, de opstelling en de stand van de Allsvenskan.
Behrn Arena (Örebro SK) ·
Borås Arena (IF Elfsborg) ·
Falkenbergs IP (Falkenbergs FF) ·
Gamla Ullevi (IFK Göteborg) ·
Grimsta IP (IF Brommapojkarna) ·
Guldfågeln Arena (Kalmar FF) ·
Kopparvallen (Åtvidabergs FF) ·
Nya Parken (IFK Norrköping) ·
Olympia (Helsingborgs IF) ·
Rambergsvallen (BK Häcken) ·
Strandvallen (Mjällby AIF) ·
Strawberry Arena (AIK Fotboll) ·
Strömvallen (Gefle IF) ·
Eleda Stadion (Malmö FF) ·
Tele2 Arena (Djurgårdens IF) ·
Örjans vall (Halmstads BK)
Ängelholms IP (Ängelholms FF) ·
Finnvedsvallen (IFK Värnamo) ·
Gamla Ullevi (GAIS Göteborg) ·
Jämtkraft Arena (Östersunds FK) ·
Landskrona IP (Landskrona BoIS) ·
Myresjöhus Arena (Östers IF) ·
Norrporten Arena (GIF Sundsvall) ·
Påskbergsvallen (Varbergs BoIS) ·
Skarsjövallen (Ljungskile SK) ·
Stadsparksvallen (Jönköpings Södra IF) ·
Stora Valla (Degerfors IF) ·
Studenternas IP (IK Sirius FK) ·
Södertälje Fotbollsarena (Assyriska Föreningen, Syrianska FC) ·
Tele2 Arena (Hammarby IF) ·
Vapenvallen (Husqvarna FF)
Arosvallen ·
Bårsta IP ·
Enavallen ·
Folkungavallen ·
Fredriksskans IP ·
Gamla Ullevi ·
Herrgärdets IP ·
Hillängens IP ·
Jernvallen ·
Johanneshovs IP ·
Kamratvallen ·
Lövåsvallen ·
Malmö IP ·
Malmö Stadion ·
Motala IP ·
Norra IP ·
Ramnavallen ·
Råsunda IP ·
Råsundastadion ·
Rimnersvallen ·
Ruddalens IP ·
Ryavallen ·
Sandåkerns IP ·
Skogsvallen ·
Slottsskogsvallen ·
Olympisch Stadion (Stockholm) ·
Söderstadion ·
T3 Arena ·
Trollebo IP ·
IJsbaan van Eskilstuna ·
Ullevi ·
Vägga IP ·
Vångavallen ·
Värendsvallen